# Jon Wicks
Pour les articles homonymes, voir Jon et Wicks.
Jon Wicks, 8e dan de karaté wado-ryu, est le chef instructeur de la Wado International Karate-Do federation. 

## Historique
À l'âge de 50 ans, il a été nommé à ce poste par maître Tatsuo Suzuki à Chypre en 2009. Jon Wicks est un des plus proches collaborateurs de maître Suzuki avec qui il a beaucoup voyagé et enseigné à travers le monde. Il a commencé à étudier le karaté à l'âge de 13 et a obtenu son 1er dan à l'âge de 17 ans. Jon Wicks a également remporté les championnats individuels européennes WIKF  4 fois et 8 fois le championnat par équipes.